# Karbirkózás

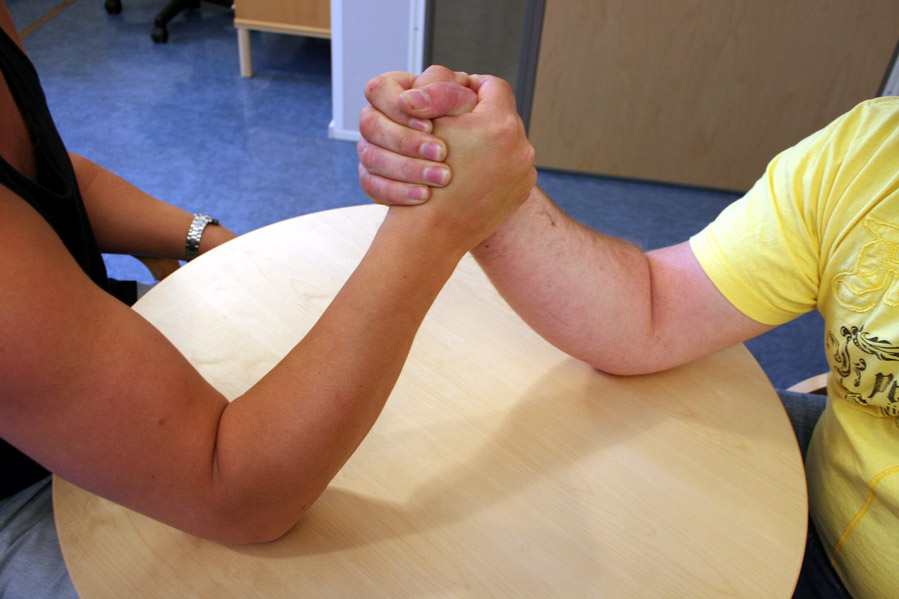
Kiindulóhelyzet

A karbirkózás vagy szkander a birkózás egyik fajtája; a legtöbben ír eredetet tulajdonítanak ennek a sportnak. Az győz, aki a másik csuklóját egy meghatározott vonalra vagy – műkedvelői szintnél maradva – az asztal lapjára szorítja.
A versenyzők állva vagy ülve, asztalra helyezett könyökkel indíthatnak (habszivacs alátét a legtöbbször megengedett), és másik kezükkel az asztalba épített fogantyúba kapaszkodhatnak.
A csukló a rajtnál egyenes marad, úgy, hogy ki kell látszania a hüvelykujj bütykének. A vállak vízszintesen helyezkednek el az indításnál.
Súlycsoportok és nemek szerint szerveznek versenyeket belőle, nemzetközi szabályok szerint, ezek versenyenként eltérőek lehetnek.

## Külső hivatkozások
- Szkander.lap.hu – Linkgyűjtemény
- Magyar Szkander Szövetség[halott link]
- Minden, ami birkózás, All That Is Wrestling > Szkander (Karbirkózás)
- History of the Sport of Armwrestling A karbirkózás története (angolul)
- AAA - Armwrestling Rules Szabályok. (angolul)